# Nola folgona
Nola folgona är en fjärilsart som beskrevs av William Schaus 1921. Nola folgona ingår i släktet Nola och familjen trågspinnare. Inga underarter finns listade i Catalogue of Life.